# Уничтожение бизонов в США

Карта истребления американского бизона к 1889 г. с указанием границ начального ареала

Уничтожение бизонов в США — бесконтрольная массовая охота на бизонов с 1830-х годов в коммерческих целях, приведшая к угрозе исчезновения этого вида животного в Северной Америке. Индейцы традиционно охотились на бизонов только для удовлетворения своих жизненных потребностей: для пропитания, а также изготовления одежды, жилища, орудий и утвари, и выживание многих племен зависело от бизонов. В XIX веке некоторые индейские племена также занялись коммерческим промыслом бизонов, продавая шкуры американским торговцам. Тем не менее, именно действия белых американских охотников и железнодорожных компаний США имели критические последствия для популяции бизонов.
В начале 1800-х годов ради шкур убивали около 200 тысяч бизонов в год. В 1825 году на Аллеганском плато были убиты последние бизоны, обитавшие восточнее Миссисипи. Между 1830 до 1860 годами на восточное побережье США одна за другой прибывали повозки, набитые шкурами бизонов. С началом активного освоения прерий запада, после окончания Гражданской войны и прокладки трансамериканской железной дороги значительно упростилась доставка охотников на равнины и перевозка их добычи назад на восток для отправки в Европу, вызвав существенное снижение популяции бизонов. В результате хищнического истребления численность бизонов к началу XX века снизилась с нескольких десятков миллионов до нескольких сотен. Французский биолог Жан Дорст отмечал, что первоначально общая численность бизонов составляла примерно 75 миллионов, но уже в 1880—1885 годах в рассказах охотников Севера США говорилось об охоте на «последнего» бизона. В 1840-х годах ежегодно убивали около  2,5 миллиона бизонов, в период с 1872 по 1874 годы было убито примерно 3,5 млн. Один из охотников—«спортсменов», д-р Карвер, хвастался тем, что лишь за одно лето он лично застрелил 5 000 бизонов. Лишь с 1 из 3 убитых бизонов снимали шкуру, остальные никак не использовались. Историк Эндрю Айзенберг писал о снижении численности бизонов с 30 миллионов в 1800 году до менее тысячи к концу века.

В 1887 году английский натуралист Уильям Гриб, который проехал по прериям, отметил: 
Повсюду виднелись бизоньи тропы, но живых бизонов не было. Лишь черепа и кости этих благородных животных белели на солнце.

## Экономические причины

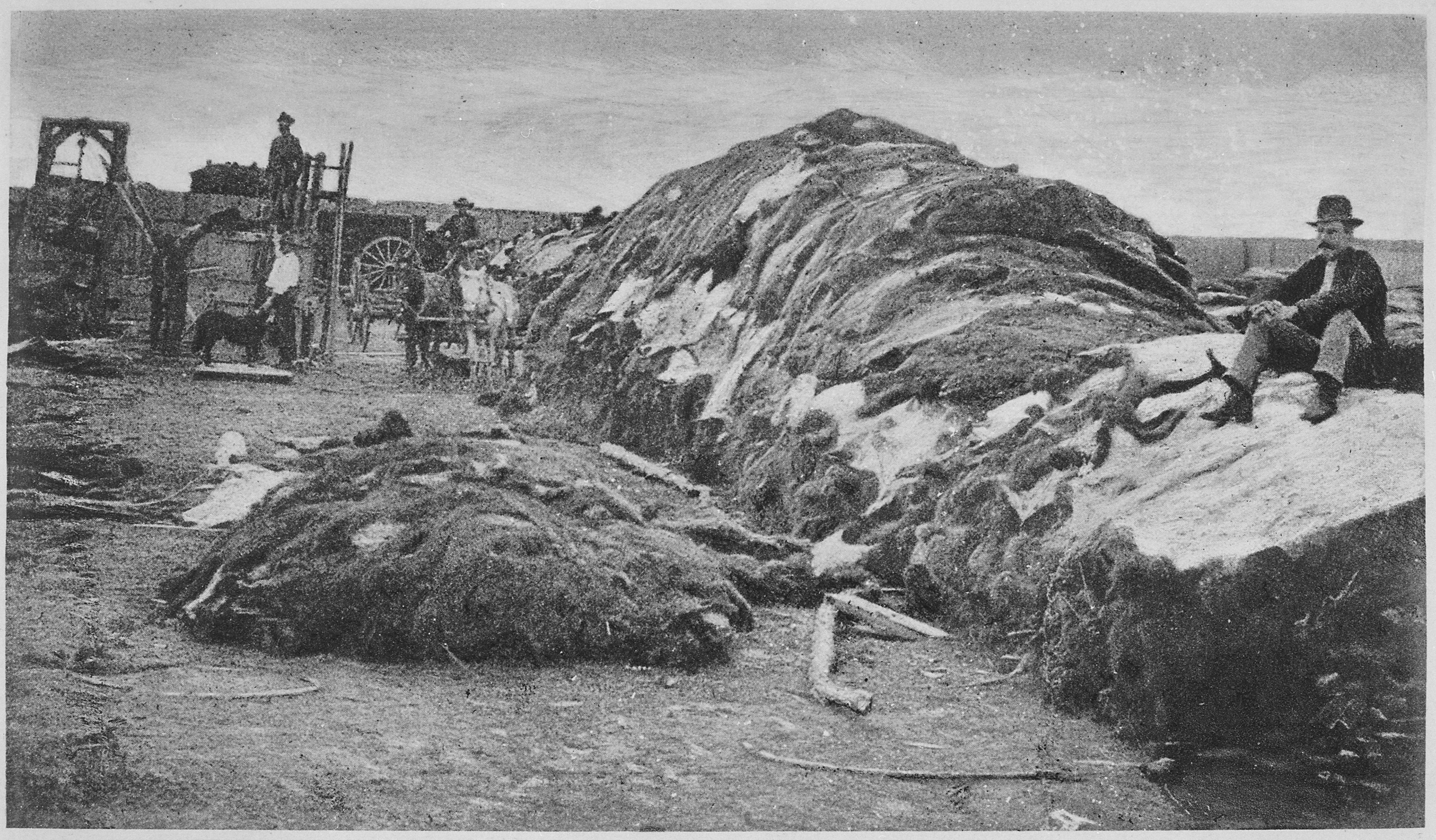
40 000 бизоньих шкур в Додж Сити, Канзас, 1878 год.

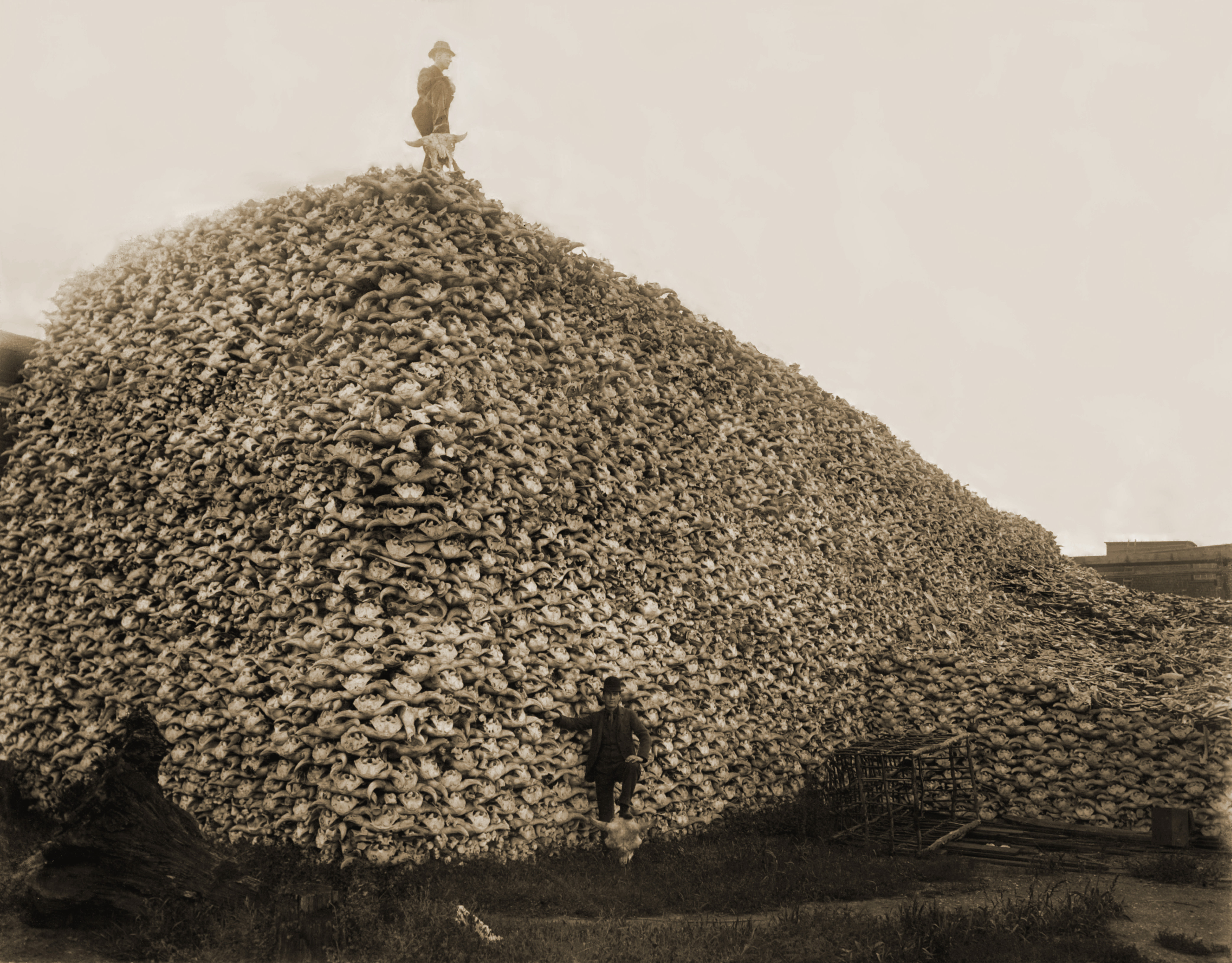
Пирамида из бизоньих черепов, 1870-е годы.

С самого начала колонизации Северной Америки в Европе большим спросом пользовались шкуры разных североамериканских животных, и бизоны не стали исключением. Из шкур бизонов выделывали одеяла и ковры, теплые мантии и другую одежду. Кожу также использовали для изготовления приводных ремней для разнообразных промышленных станков. Черепа и другие кости отправлялись на фабрики удобрений. В связи с длительностью перевозки на большие расстояния, мясо бизонов обычно либо продавалось поблизости, либо бросалось гнить на специально выделенных для этих целей полях, где потом собирали кости. Лишь в очень дорогих ресторанах восточного побережья США в меню можно было встретить язык бизона. Зимой, благодаря низкой температуре, появлялась возможность поставлять мясо намного дальше. С прокладкой железных дорог и началом использования вентилируемых и охлаждаемых вагонов потребление мяса бизонов возросло.
Американские железнодорожные компании внесли существенный вклад в сокращение численности бизонов не только обеспечением охотников и торговцев быстрым транспортом. Во время строительства железных дорог они покупали у охотников мясо бизонов для кормления строителей. Позже, они стремились к сокращению численности бизонов из-за того, что огромные стада бизонов, пересекающие железнодорожные пути или находившие укрытие от ветров за железнодорожными насыпями, задерживали поезда на время от нескольких часов до нескольких дней. Также были случаи столкновения локомотивов с животными, что вызывало повреждение техники и железнодорожного полотна. Руководители железнодорожных компаний осознали и потенциальную выгоду от близости огромного количества бизонов к путям следования поездов, и стали привлекать пассажиров возможностью стрелять по бизонам из окон вагонов. Также были организованы специальные охотничьи рейсы.
Большую известность получил скаут по прозвищу Буффало Билл (настоящее имя William F. Cody), охотившийся на бизонов для снабжения Армии США и работников железной дороги «Канзас пасифик рейлуэйз». В январе 1872 года он также был скаутом во время известной охоты на бизонов Великого князя Алексея Александровича. Согласно заявлениям самого Билла, за время работы на железнодорожную компанию в 1867—1868 годах он убил более 4 тысяч бизонов в течение 17 месяцев. Именно тогда он и получил своё прозвище. Широкая международная известность пришла к Буффало Биллу после создания им шоу-труппы Buffalo Bill’s Wild West в 1883 году.

## Попытки предотвращения истребления
Значительное снижение численности бизонов к началу 1870-х годов побудило обсуждения в Конгрессе США возможных мер по предотвращению полного уничтожения популяции. В марте 1871 года мистер МакКормик от штата Аризона представил на обсуждение билль H.R.157, предусматривающий запрет на убийство бизонов на правительственных землях США в целях, отличных от потребления мяса в пищу или сохранения шкуры для личного пользования. Однако этот законопроект даже не обсуждался в силу неизвестных обстоятельств. 14 февраля 1872 года мистер Коул, штат Калифорния, предложил резолюцию, обязавшую Комиссию по территориям расследовать вопрос целесообразности принятия законов для защиты от истребления популяций бизонов, лосей, антилоп и других диких животных. Уже 16 февраля 1872 года мистер Уилсон, штат Массачусетс, представил в Сенат США билль S. 655, ограничивающий охоту на бизонов. Билль был отправлен в Комиссию по территориям для дальнейшего изучения вопроса. 5 апреля 1872 года мистер МакКормик, штат Аризона, произнес перед Палатой представителей речь о необходимости ограничений на убийства бизонов, в которой он зачитал свой прошлый проект билля H.R.157, а также ряд материалов, свидетельствующих об угрозе истребления бизонов, включая письмо президента Американского общества по предотвращению жестокости к животным. Однако эти усилия не имели результата вплоть до января 1874 года, когда мистер Форт, штат Иллинойс, представил законопроект H.R.921, предназначенный для предотвращения бесполезных убийств бизонов. Документ был снова отправлен на изучение в Комиссию по территориям, и в марте 1874 года комиссия рекомендовала принять законопроект. После некоторых обсуждений, билль был принят и в июне 1874 года отправлен в Сенат США, который одобрил законопроект в третьем чтении. Тем не менее, президент Грант наложил вето на этот закон. Осознание зависимости от бизонов индейских племен, которых правительство США не без проблем пыталось переселить на выделенные в резервациях земли, препятствовало своевременному принятию необходимых законов. В 1875 году американский генерал Филип Шеридан заявил на слушаниях в Конгрессе: 
Охотники за бизонами сделали за последние два года больше для решения острой проблемы индейцев, чем вся регулярная армия за последние 30 лет. Они уничтожают материальную базу индейцев… Пошлите им порох и свинец, коли угодно, … и позвольте им убивать, свежевать шкуры и продавать их, пока они не истребят всех бизонов!
 Шеридан даже предлагал учредить специальную медаль для охотников, подчёркивая важность истребления бизонов. Полковник Ричард Додж говорил: 
Смерть каждого бизона — это исчезновение индейцев.
Попытки принятия других законов, ограничивающих или запрещающих повсеместно охоту на бизонов, или же вводящих налог на шкуры бизонов, продолжались до марта 1876 года, после чего новых усилий в этом направлении в Конгрессе США более не предпринималось.
Хотя уже в 1872 году был создан национальный парк Йеллоустон, на территории которого в то время обитало небольшое стадо бизонов и действовали некоторые ограничения на охоту, лишь в 1894 году был принят закон, повсеместно запрещающий охоту на животных в этом федеральном заповеднике. Небольшая популяция бизонов была сохранена во многом благодаря существованию этого и ряда других национальных парков, а также усилиям правительств штатов и частных организаций и филантропов.